# Rejon atiurjewski
Rejon atiurjewski (ros. Атюрьевский район, erzja Атюрьбуе, moksza Атерень аймак) – jednostka administracyjna wchodząca w skład Republiki Mordowii w Rosji.
W granicach rejonu usytuowane są m.in. wsie: Atiurjewo (centrum administracyjne rejonu), Bolszoj Szustruj, Kiszały, Kurtaszki, Mordowska Kozłowka, Nowoczadowo, Pieriewiesie, Strielnikowo oraz rzeki: Moksza, Wad, Jawas, Liacza, Szustruj.

## Osoby związane z rejonem
- Fiodor Fiedułowicz Konowałow (ur. 1918, wieś Bułdyga) – uczestnik Wielkiej wojny ojczyźnianej, Bohater Związku Radzieckiego[4]
- Aleksiej Grigoriewicz Machrow (ur. 1919, wieś Obrocznoje) – uczestnik Wielkiej wojny ojczyźnianej, Bohater Związku Radzieckiego[5]